# Albo d'oro del campionato brasiliano di calcio
Di seguito viene riportato l'albo d'oro del campionato brasiliano di calcio.

## Albo d'oro
| Nome torneo                   | Edizione | 1º posto                  | 2º posto              | 3º posto               | Miglior marcatore                               | Gol | Note       |
| ----------------------------- | -------- | ------------------------- | --------------------- | ---------------------- | ----------------------------------------------- | --- | ---------- |
| Copa dos Campeões Estaduais   | 1937     | Atlético Mineiro (MG) (1) | Fluminense (RJ)       | Rio Branco-ES          |                                                 |     |            |
| Taça Brasil                   | 1959     | Bahia (BA) (1)            | Santos (SP)           | Grêmio (RS)            | Léo Briglia (Bahia)                             | 8   |            |
| Taça Brasil                   | 1960     | Palmeiras (SP) (1)        | Fortaleza (CE)        | Fluminense (RJ)        | Bececê (Fortaleza)                              | 7   |            |
| Taça Brasil                   | 1961     | Santos (SP) (1)           | Bahia (BA)            | America-RJ (RJ)        | Pelé (Santos)                                   | 9   |            |
| Taça Brasil                   | 1962     | Santos (SP) (2)           | Botafogo (RJ)         | Internacional (RS)     | Coutinho (Santos)                               | 7   |            |
| Taça Brasil                   | 1963     | Santos (SP) (3)           | Bahia (BA)            | Botafogo (RJ)          | Pelé (Santos)                                   | 12  |            |
| Taça Brasil                   | 1963     | Santos (SP) (3)           | Bahia (BA)            | Botafogo (RJ)          | Ruiter (Confiança)                              | 12  |            |
| Taça Brasil                   | 1964     | Santos (SP) (4)           | Flamengo (RJ)         | Ceará (CE)             | Pelé (Santos)                                   | 7   |            |
| Taça Brasil                   | 1965     | Santos (SP) (5)           | Vasco da Gama (RJ)    | Náutico (PE)           | Bita (Náutico)                                  | 9   |            |
| Taça Brasil                   | 1966     | Cruzeiro (MG) (1)         | Santos (SP)           | Náutico (PE)           | Bita (Náutico)                                  | 10  |            |
| Taça Brasil                   | 1966     | Cruzeiro (MG) (1)         | Santos (SP)           | Náutico (PE)           | Toninho Guerreiro (Santos)                      | 10  |            |
| Taça Brasil                   | 1967     | Palmeiras (SP) (2)        | Náutico (PE)          | Grêmio (RS)            | Chicletes (Treze)                               | 9   |            |
| Taça Brasil                   | 1968     | Botafogo (RJ) (1)         | Fortaleza (CE)        | Cruzeiro (MG)          | Ferretti (Botafogo)                             | 7   |            |
| Torneo Roberto Gomes Pedrosa  | 1967     | Palmeiras (SP) (3)        | Internacional (RS)    | Corinthians (SP)       | César Maluco (Flamengo)                         | 15  |            |
| Torneo Roberto Gomes Pedrosa  | 1967     | Palmeiras (SP) (3)        | Internacional (RS)    | Corinthians (SP)       | Ademar Pantera (Flamengo)                       | 15  |            |
| Torneo Roberto Gomes Pedrosa  | 1968     | Santos (SP) (6)           | Internacional (RS)    | Vasco da Gama (RJ)     | Toninho Guerreiro (Santos)                      | 18  |            |
| Torneo Roberto Gomes Pedrosa  | 1969     | Palmeiras (SP) (4)        | Cruzeiro (MG)         | Corinthians (SP)       | Edu (America-RJ)                                | 14  |            |
| Torneo Roberto Gomes Pedrosa  | 1970     | Fluminense (RJ) (1)       | Palmeiras (SP)        | Atlético Mineiro (MG)  | Tostão (Cruzeiro)                               | 12  |            |
| Campeonato Brasileiro Série A | 1971     | Atlético Mineiro (MG) (2) | San Paolo (SP)        | Botafogo (RJ)          | Dadá Maravilha (Atlético Mineiro)               | 15  |            |
| Campeonato Brasileiro Série A | 1972     | Palmeiras (SP) (5)        | Botafogo (RJ)         | Internacional (RS)     | Dadá Maravilha (Atlético Mineiro)               | 17  |            |
| Campeonato Brasileiro Série A | 1972     | Palmeiras (SP) (5)        | Botafogo (RJ)         | Internacional (RS)     | Pedro Rocha (San Paolo)                         | 17  |            |
| Campeonato Brasileiro Série A | 1973     | Palmeiras (SP) (6)        | San Paolo (SP)        | Cruzeiro (MG)          | Ramón (Santa Cruz)                              | 21  |            |
| Campeonato Brasileiro Série A | 1974     | Vasco da Gama (RJ) (1)    | Cruzeiro (MG)         | Santos (SP)            | Roberto Dinamite (Vasco da Gama)                | 16  |            |
| Campeonato Brasileiro Série A | 1975     | Internacional (RS) (1)    | Cruzeiro (MG)         | Fluminense (RJ)        | Flávio Minuano (Internacional)                  | 16  |            |
| Campeonato Brasileiro Série A | 1976     | Internacional (RS) (2)    | Corinthians (SP)      | Atlético Mineiro (MG)  | Dadá Maravilha (Internacional)                  | 16  |            |
| Campeonato Brasileiro Série A | 1977     | San Paolo (SP) (1)        | Atlético Mineiro (MG) | Operário-MS (MS)       | Reinaldo (Atlético Mineiro)                     | 28  |            |
| Campeonato Brasileiro Série A | 1978     | Guarani (SP) (1)          | Palmeiras (SP)        | Internacional (RS)     | Paulinho (Vasco da Gama)                        | 19  |            |
| Campeonato Brasileiro Série A | 1979     | Internacional (RS) (3)    | Vasco da Gama (RJ)    | Coritiba (PR)          | César (America-RJ)                              | 13  |            |
| Campeonato Brasileiro Série A | 1980     | Flamengo (RJ) (1)         | Atlético Mineiro (MG) | Internacional (RS)     | Zico (Flamengo)                                 | 21  |            |
| Campeonato Brasileiro Série A | 1981     | Grêmio (RS) (1)           | San Paolo (SP)        | Ponte Preta (SP)       | Nunes (Flamengo)                                | 16  |            |
| Campeonato Brasileiro Série A | 1982     | Flamengo (RJ) (2)         | Grêmio (RS)           | Guarani (SP)           | Zico (Flamengo)                                 | 21  |            |
| Campeonato Brasileiro Série A | 1983     | Flamengo (RJ) (3)         | Santos (SP)           | Atlético Mineiro (MG)  | Serginho Chulapa (Santos)                       | 22  |            |
| Campeonato Brasileiro Série A | 1984     | Fluminense (RJ) (2)       | Vasco da Gama (RJ)    | Grêmio (RS)            | Roberto Dinamite (Vasco da Gama)                | 16  |            |
| Campeonato Brasileiro Série A | 1985     | Coritiba (PR) (1)         | Bangu (RJ)            | Brasil de Pelotas (RS) | Edmar (Guarani)                                 | 20  |            |
| Campeonato Brasileiro Série A | 1986     | San Paolo (SP) (2)        | Guarani (SP)          | Atlético Mineiro (MG)  | Careca (San Paolo)                              | 25  |            |
| Campeonato Brasileiro Série A | 1987     | Sport Recife (PE) (1)     | Guarani (SP)          | Bangu (RJ)             | Müller (San Paolo)                              | 10  | [ nota 1 ] |
| Campeonato Brasileiro Série A | 1988     | Bahia (BA) (2)            | Internacional (RS)    | Fluminense (RJ)        | Nílson (Internacional)                          | 15  |            |
| Campeonato Brasileiro Série A | 1989     | Vasco da Gama (RJ) (2)    | San Paolo (SP)        | Cruzeiro (MG)          | Túlio (Goiás)                                   | 11  |            |
| Campeonato Brasileiro Série A | 1990     | Corinthians (SP) (1)      | San Paolo (SP)        | Grêmio (RS)            | Charles (Bahia)                                 | 11  |            |
| Campeonato Brasileiro Série A | 1991     | San Paolo (SP) (3)        | Bragantino (SP)       | Atlético Mineiro (MG)  | Paulinho McLaren (Santos)                       | 15  |            |
| Campeonato Brasileiro Série A | 1992     | Flamengo (RJ) (4)         | Botafogo (RJ)         | Vasco da Gama (RJ)     | Bebeto (Vasco da Gama)                          | 18  |            |
| Campeonato Brasileiro Série A | 1993     | Palmeiras (SP) (7)        | Vitória (BA)          | Corinthians (SP)       | Guga (Santos)                                   | 15  |            |
| Campeonato Brasileiro Série A | 1994     | Palmeiras (SP) (8)        | Corinthians (SP)      | Guarani (SP)           | Amoroso (Guarani)                               | 19  |            |
| Campeonato Brasileiro Série A | 1994     | Palmeiras (SP) (8)        | Corinthians (SP)      | Guarani (SP)           | Túlio (Botafogo)                                | 19  |            |
| Campeonato Brasileiro Série A | 1995     | Botafogo (RJ) (2)         | Santos (SP)           | Cruzeiro (MG)          | Túlio (Botafogo)                                | 23  |            |
| Campeonato Brasileiro Série A | 1996     | Grêmio (RS) (2)           | Portuguesa (SP)       | Atlético Mineiro (MG)  | Paulo Nunes (Grêmio)                            | 16  |            |
| Campeonato Brasileiro Série A | 1996     | Grêmio (RS) (2)           | Portuguesa (SP)       | Atlético Mineiro (MG)  | Renaldo (Atlético Mineiro)                      | 16  |            |
| Campeonato Brasileiro Série A | 1997     | Vasco da Gama (RJ) (3)    | Palmeiras (SP)        | Internacional (RS)     | Edmundo (Vasco da Gama)                         | 29  |            |
| Campeonato Brasileiro Série A | 1998     | Corinthians (SP) (2)      | Cruzeiro (MG)         | Santos (SP)            | Viola (Santos)                                  | 21  |            |
| Campeonato Brasileiro Série A | 1999     | Corinthians (SP) (3)      | Atlético Mineiro (MG) | Vitória (BA)           | Guilherme (Atlético Mineiro)                    | 28  |            |
| Campeonato Brasileiro Série A | 2000     | Vasco da Gama (RJ) (4)    | São Caetano (SP)      | Cruzeiro (MG)          | Adhemar (São Caetano)                           | 22  | [ 6 ]      |
| Campeonato Brasileiro Série A | 2001     | Athl. Paranaense (PR) (1) | São Caetano (SP)      | Fluminense (RJ)        | Romário (Vasco da Gama)                         | 21  |            |
| Campeonato Brasileiro Série A | 2002     | Santos (SP) (7)           | Corinthians (SP)      | Grêmio (RS)            | Luís Fabiano (San Paolo)                        | 19  |            |
| Campeonato Brasileiro Série A | 2002     | Santos (SP) (7)           | Corinthians (SP)      | Grêmio (RS)            | Rodrigo Fabri (Grêmio)                          | 19  |            |
| Campeonato Brasileiro Série A | 2003     | Cruzeiro (MG) (2)         | Santos (SP)           | San Paolo (SP)         | Dimba (Goiás)                                   | 30  |            |
| Campeonato Brasileiro Série A | 2004     | Santos (SP) (8)           | Athl. Paranaense (PR) | San Paolo (SP)         | Washington (Athl. Paranaense)                   | 34  |            |
| Campeonato Brasileiro Série A | 2005     | Corinthians (SP) (4)      | Internacional (RS)    | Goiás (GO)             | Romário (Vasco da Gama)                         | 22  |            |
| Campeonato Brasileiro Série A | 2006     | San Paolo (SP) (4)        | Internacional (RS)    | Santos (RS)            | Souza (Goiás)                                   | 17  |            |
| Campeonato Brasileiro Série A | 2007     | San Paolo (SP) (5)        | Santos (SP)           | Flamengo (RJ)          | Josiel (Paraná)                                 | 20  |            |
| Campeonato Brasileiro Série A | 2008     | San Paolo (SP) (6)        | Grêmio (RS)           | Cruzeiro (MG)          | Keirrison (Coritiba)                            | 21  |            |
| Campeonato Brasileiro Série A | 2008     | San Paolo (SP) (6)        | Grêmio (RS)           | Cruzeiro (MG)          | Kléber Pereira (Santos)                         | 21  |            |
| Campeonato Brasileiro Série A | 2008     | San Paolo (SP) (6)        | Grêmio (RS)           | Cruzeiro (MG)          | Washington (Fluminense)                         | 21  |            |
| Campeonato Brasileiro Série A | 2009     | Flamengo (RJ) (5)         | Internacional (RS)    | San Paolo (SP)         | Adriano (Flamengo)                              | 19  |            |
| Campeonato Brasileiro Série A | 2009     | Flamengo (RJ) (5)         | Internacional (RS)    | San Paolo (SP)         | Diego Tardelli (Atlético Mineiro)               | 19  |            |
| Campeonato Brasileiro Série A | 2010     | Fluminense (RJ) (3)       | Cruzeiro (MG)         | Corinthians (SP)       | Jonas (Grêmio)                                  | 23  |            |
| Campeonato Brasileiro Série A | 2011     | Corinthians (SP) (5)      | Vasco da Gama (RJ)    | Fluminense (RJ)        | Borges (Santos)                                 | 23  |            |
| Campeonato Brasileiro Série A | 2012     | Fluminense (RJ) (4)       | Atlético Mineiro (MG) | Grêmio (RS)            | Fred (Fluminense)                               | 20  |            |
| Campeonato Brasileiro Série A | 2013     | Cruzeiro (MG) (3)         | Grêmio (RS)           | Athl. Paranaense (PR)  | Éderson (Athl. Paranaense)                      | 21  |            |
| Campeonato Brasileiro Série A | 2014     | Cruzeiro (MG) (4)         | San Paolo (SP)        | Internacional (RS)     | Fred (Fluminense)                               | 18  |            |
| Campeonato Brasileiro Série A | 2015     | Corinthians (SP) (6)      | Atlético Mineiro (MG) | Grêmio (RS)            | Ricardo Oliveira (Santos)                       | 20  |            |
| Campeonato Brasileiro Série A | 2016     | Palmeiras (SP) (9)        | Santos (SP)           | Flamengo (RJ)          | Diego Souza (Sport Recife)                      | 14  |            |
| Campeonato Brasileiro Série A | 2016     | Palmeiras (SP) (9)        | Santos (SP)           | Flamengo (RJ)          | Fred (Atlético Mineiro)                         | 14  |            |
| Campeonato Brasileiro Série A | 2016     | Palmeiras (SP) (9)        | Santos (SP)           | Flamengo (RJ)          | William Pottker (Ponte Preta)                   | 14  |            |
| Campeonato Brasileiro Série A | 2017     | Corinthians (SP) (7)      | Palmeiras (SP)        | Santos (SP)            | Jô (Corinthians)                                | 18  |            |
| Campeonato Brasileiro Série A | 2017     | Corinthians (SP) (7)      | Palmeiras (SP)        | Santos (SP)            | Henrique Dourado (Fluminense)                   | 18  |            |
| Campeonato Brasileiro Série A | 2018     | Palmeiras (SP) (10)       | Flamengo (RJ)         | Internacional (RS)     | Gabriel Barbosa (Santos)                        | 18  |            |
| Campeonato Brasileiro Série A | 2019     | Flamengo (RJ) (6)         | Santos (SP)           | Palmeiras (SP)         | Gabriel Barbosa (Flamengo)                      | 25  |            |
| Campeonato Brasileiro Série A | 2020     | Flamengo (RJ) (7)         | Internacional (RS)    | Atlético Mineiro (MG)  | Claudinho (RB Bragantino)                       | 18  |            |
| Campeonato Brasileiro Série A | 2020     | Flamengo (RJ) (7)         | Internacional (RS)    | Atlético Mineiro (MG)  | Luciano (San Paolo)                             | 18  |            |
| Campeonato Brasileiro Série A | 2021     | Atlético Mineiro (MG) (3) | Flamengo (RJ)         | Palmeiras (SP)         | Hulk (Atlético Mineiro)                         | 19  |            |
| Campeonato Brasileiro Série A | 2022     | Palmeiras (SP) (11)       | Internacional (RS)    | Fluminense (RJ)        | Germán Cano (Fluminense)                        | 26  |            |
| Campeonato Brasileiro Série A | 2023     | Palmeiras (SP) (12)       | Grêmio (RS)           | Atlético Mineiro (MG)  | Paulinho (Atlético Mineiro)                     | 20  |            |
| Campeonato Brasileiro Série A | 2024     | Botafogo (RJ) (3)         | Palmeiras (SP)        | Flamengo (RJ)          | Alerrandro (Vitória) Yuri Alberto (Corinthians) | 15  |            |

## Statistiche

### Vittorie per club
| Club             | Città          | Stato             | Titoli | Anni                                                                               |
| ---------------- | -------------- | ----------------- | ------ | ---------------------------------------------------------------------------------- |
| Palmeiras        | San Paolo      | San Paolo         | 12     | 1960, 1967 (TB), 1967 (TRGP), 1969, 1972, 1973, 1993, 1994, 2016, 2018, 2022, 2023 |
| Santos           | Santos         | San Paolo         | 8      | 1961, 1962, 1963, 1964, 1965, 1968 (TRGP), 2002, 2004                              |
| Corinthians      | San Paolo      | San Paolo         | 7      | 1990, 1998, 1999, 2005, 2011, 2015, 2017                                           |
| Flamengo         | Rio de Janeiro | Rio de Janeiro    | 7      | 1980, 1982, 1983, 1992, 2009, 2019, 2020                                           |
| San Paolo        | San Paolo      | San Paolo         | 6      | 1977, 1986, 1991, 2006, 2007, 2008                                                 |
| Cruzeiro         | Belo Horizonte | Minas Gerais      | 4      | 1966, 2003, 2013, 2014                                                             |
| Fluminense       | Rio de Janeiro | Rio de Janeiro    | 4      | 1970, 1984, 2010, 2012                                                             |
| Vasco da Gama    | Rio de Janeiro | Rio de Janeiro    | 4      | 1974, 1989, 1997, 2000                                                             |
| Internacional    | Porto Alegre   | Rio Grande do Sul | 3      | 1975, 1976, 1979                                                                   |
| Atlético Mineiro | Belo Horizonte | Minas Gerais      | 3      | 1937, 1971, 2021                                                                   |
| Botafogo         | Rio de Janeiro | Rio de Janeiro    | 3      | 1968 (TB), 1995, 2024                                                              |
| Bahia            | Salvador       | Bahia             | 2      | 1959, 1988                                                                         |
| Grêmio           | Porto Alegre   | Rio Grande do Sul | 2      | 1981, 1996                                                                         |
| Athl. Paranaense | Curitiba       | Paraná            | 1      | 2001                                                                               |
| Coritiba         | Curitiba       | Paraná            | 1      | 1985                                                                               |
| Guarani          | Campinas       | San Paolo         | 1      | 1978                                                                               |
| Sport Recife     | Recife         | Pernambuco        | 1      | 1987                                                                               |

### Titoli per città
| Pos. | Città          | Titoli |
| ---- | -------------- | ------ |
| 1    | San Paolo      | 25     |
| 2    | Rio de Janeiro | 18     |
| 3    | Santos         | 8      |
| 4    | Belo Horizonte | 7      |
| 5    | Porto Alegre   | 5      |
| 6    | Salvador       | 2      |
| 6    | Curitiba       | 2      |
| 7    | Campinas       | 1      |
| 7    | Recife         | 1      |

### Titoli per stato
| Pos. | Stato             | Titoli |
| ---- | ----------------- | ------ |
| 1    | San Paolo         | 33     |
| 2    | Rio de Janeiro    | 18     |
| 3    | Minas Gerais      | 7      |
| 4    | Rio Grande do Sul | 5      |
| 5    | Bahia             | 2      |
| 5    | Paraná            | 2      |
| 7    | Pernambuco        | 1      |